# Antonio Valencia
Luis Antonio Valencia Mosquera, född den 4 augusti 1985, är en ecuadoriansk före detta fotbollsspelare. Han representerade även det ecuadorianska landslaget.

## Karriär
Valencia spelade tidigare för den spanska klubben Villarreal CF. Han har även varit utlånad till Recreativo de Huelva samt spelat i Wigan Athletic. Den 30 juni 2009 skrev han på ett fyraårskontrakt med Manchester United. I Manchester United hade Valencia nummer 7 som han övertog från Michael Owen sommaren 2012 då han slutade i klubben men under sommaren 2013 bytte han tillbaka till sitt gamla nummer, 25.
14 september 2010 ådrog sig Valencia en svår skada i Manchester Uniteds första Champions League-match i turneringen mot skotska Rangers FC. I en duell med vänsterbacken Kirk Broadfoot bröt Valencia både skenben och vadben och tros vara borta från spel för resten av säsongen.
Den 28 juni 2019 värvades Valencia av LDU Quito, där han skrev på ett tvåårskontrakt med option på ytterligare ett år.